# Kriwodoł (gmina)
Kriwodoł (bułg. Община Криводол)  − gmina w północno-zachodniej Bułgarii, w obwodzie Wraca.

## Miejscowości
Miejscowości wchodzące w skład gminy Kriwodoł:
- Baurene (bułg.: Баурене),
- Botunja (bułg.: Ботуня),
- Dobrusza (bułg.: Добруша),
- Furen (bułg.: Фурен),
- Gałatin (bułg.: Галатин),
- Gławaci (bułg.: Главаци),
- Golemo Babino (bułg.: Големо Бабино),
- Gradesznica (bułg.: Градешница),
- Krawoder (bułg.: Краводер),
- Kriwodoł (bułg.: Криводол) – siedziba gminy,
- Lesura (bułg.: Лесура),
- Osen (bułg.: Осен),
- Pudrija (bułg.: Пудрия),
- Rakewo (bułg.: Ракево),
- Urowene (bułg.: Уровене).